# Gran Turismo 6
Gran Turismo 6 (グランツーリスモ6?), noto anche con le iniziali GT6, è un videogioco simulatore di guida del 2013, sviluppato da Polyphony Digital e pubblicato da Sony Computer Entertainment per PlayStation 3. Si tratta del sesto capitolo principale della fortunata saga di videogiochi Gran Turismo.
È stato presentato ufficialmente il 15 maggio 2013 presso il Circuito di Silverstone, in occasione dei festeggiamenti per il 15º anniversario della serie. Il 2 luglio 2013 è stata pubblicata una demo contenente la pista di Silverstone, che era valida anche come qualificazione per il GT Academy.
Durante la conferenza di Sony alla Gamescom del 2013 è stata annunciata la data d'uscita del gioco, fissata per il 6 dicembre dello stesso anno. Il servizio online è terminato il 28 marzo 2018.

## Modalità di gioco
Il gioco contiene più di 1.200 auto al momento del lancio e molte altre sono state aggiunte nel corso del tempo tramite patch gratuite. Novità per la serie sono le "Vision Gran Turismo", auto create appositamente per GT6 dalle case costruttrici; sono state rese disponibili grazie a degli aggiornamenti nel corso del tempo. In totale i tracciati sono circa 100, con novità assolute per la serie come Ascari, Silverstone e Goodwood Hillclimb. Grazie a patch aggiuntive sono stati introdotti nuovi tracciati (Suzuka Circuit 2014, Circuito de la Sierra, Red Bull Ring).
Gran Turismo 6 contiene, come ogni titolo della saga, la modalità carriera, che offre la possibilità di acquistare centinaia di modelli differenti di automobili, da utilizzare nei tanti tornei della modalità medesima. Dall'aggiornamento 1.16, è possibile affrontare le gare della modalità carriera in modalità B-Spec come nei 2 capitoli precedenti, ma con la possibilità di intervenire direttamente in qualsiasi momento sull'acceleratore, sul freno e sullo sterzo.

## Accoglienza
Gran Turismo 6 ha ricevuto recensioni "generalmente favorevoli", secondo l'aggregatore di recensioni Metacritic. È stato elogiato principalmente per la sua attenzione più aperta al realismo e per una collezione di auto ancora più ampia, ma le critiche hanno sottolineato la mancanza di ulteriori miglioramenti, bug e problemi tecnici al momento del lancio e una maggiore attenzione al gioco online e alle microtransazioni. Eurogamer ha elogiato il "vasto, vasto compendio di auto" e la "sbalorditiva tracklist", con GamesRadar che ha elogiato la grafica e il realismo. A Polygon è piaciuta la varietà del gameplay, mentre IGN ha affermato che si trattava di "un netto miglioramento rispetto a GT5". Hardcore Gamer ha commentato che era "sorprendentemente avvincente" con "un fascino enorme e duraturo" e "probabilmente rimane il gold standard del genere". Quando Destructoid ha fatto un confronto diretto con il titolo di nuova generazione Forza 5, Gran Turismo è risultato vincitore con un ampio margine.